# Auchan 1-es busz (Miskolc)
A miskolci Auchan 1-es buszjárat a Centrum és az Auchan Borsod áruház között közlekedik.
Mivel ingyenes járat, ezért menetjegy vagy bérlet nem kellett rá, azonban az áruház irányba csak felszállni, a Belváros irányába pedig csak leszállni lehetett a járművekről, mivel ezen járatok célja volt, hogy az áruházba biztosítsák az ingyenes eljutást.
2022. március 6. és 2022. december 13 között módosított útvonalon közlekedett az Y-híd építése miatt.
2022. december 31-jével bezárólag az Auchan kérésére megszűnt. 
2024. július 1-jétől a járat visszaállításra került, melynek következtében minden héten csütörtöktől vasárnapig közlekedik. 

## Megállóhelyei
| 0  | Centrum             | 15 | 3A, 12, 20, 20A, 24, 28, 32, 34, 35, 43, 44, 45 1, 1A, 2 |
| ∫  | Vörösmarty utca     | 14 | 12, 20, 20A, 28, 32, 34, 35, 43, 44                      |
| 3  | Villanyrendőr       | ∫  | 14, 28, 34, 35, 36, 43, 44 1, 1A, 2                      |
| 5  | Szemere utca        | ∫  | 12, 20, 20A, 21, 28, 34, 35, 43, 44                      |
| 7  | Vörösmarty vr       | 12 | 3A, 24, 32, 45                                           |
| 9  | Vízügyi Igazgatóság | 11 | 3A, 4, 21, 30, 31, 101B                                  |
| 11 | Selyemrét           | 9  | 1, 3, 7, 21, 30, 31 1, 1A, 2                             |
| 15 | Szondi György utca  | 5  | 7, 101B                                                  |
| 20 | Auchan Borsod       | 0  | 7                                                        |